# ポールポジション (ゲーム)
『ポールポジション』 (POLE POSITION) は、ナムコが開発し、1982年9月に発売されたレースゲーム。ゲームデザイナーは沢野和則と岡本進一郎。

## 概要
アクセル、ブレーキ、ハンドル、LOWとHIGHの2段ギアを操作して、発表当時のコースレイアウトの富士スピードウェイを舞台に、予選1周・決勝4周（店側の設定で周回数は異なる）のレースを争う。それまでは自車を真上から見下ろしたトップビュー視点だったレースゲームに、擬似3Dの後方視点（リアビュー）を取り入れ、以後のレースゲームの基礎となった。ナムコ初の大型筐体を使用したビデオゲームとも言われる。ちなみに、筺体を含めたフルセットの当時の標準小売価格は136万円であった。
元々ナムコでは「中村製作所」時代の1970年代から、いわゆるエレメカによるレースゲーム（『F1』など）を開発していた経緯があり、そのノウハウを生かしてビデオゲームでも擬似3Dのレースゲームを作ろうという話が1980年頃に出たのが開発の発端とされる。ただリアルな車の動きとゲーム性を両立させるためのバランス調整に苦戦し、発売までには2年の期間を要した。開発過程では当時ナムコ社長だった中村雅哉もテストプレイして「真っ直ぐ走れない!」と怒って帰ってしまったというエピソードもある。またロケーションテストでは予選落ちするプレイヤーが続出し「ものすごいインカム（収入）が上がった」という話もある。
CPUには当時最新の16ビットCPUであったザイログZ8000を使用した。また二段変速式のギアレバーは耐久性をもたせるのに苦労したとのことだが、後に同業他社の多くもこの形式を踏襲することになり、実際にナムコでは「部品として（ギアレバーを）他社に売った」例もあるという。
続編として、シンプルなオーバルトラック（テストコース）、鈴鹿サーキット、ロングビーチ（ゲーム中ではシーサイド）の3種類のコースが追加された『ポールポジションII』（1983年11月発売）がある。

## ゲームの流れ
『II』では最初に、ハンドルで4種類のコースを選び、アクセルペダルで決定する。
予選ではコースを一周してラップタイムを測定する。途中、コースアウトした際に路肩に設置されている看板に衝突した場合はクラッシュを起こし、タイムロスになる。持ち時間がなくなるとゲームオーバー。一周したとき、ラップタイムが規定以内だった場合は予選通過となり、決勝へと進む。ラップタイムにより決勝のスターティンググリッドが決まり、グリッドによりボーナススコアが獲得できる。一周しても規定よりラップタイムが遅かった場合は決勝レースに進むことはできず、持ち時間がなくなりゲームオーバーになるまで走行を継続することになる。
決勝では、敵車が多数走行しているコースを数周（標準は4周）すると完走になる。1周するごとに持ち時間が加算される。また、敵車に触れるとクラッシュを起こしタイムロスとなる。コース上の決まったところには水たまりがあり、そこに入るとスピードが落ちる。決勝終了後、抜いた敵車の数と完走時は残り時間がスコアに加算される。
自車の走行の際は、速度によってコーナリングの旋回限界が異なる。したがって速度超過でコーナーに差し掛かると、どれだけハンドルを切ってもアンダーステアを起こし、コースをはみ出して路肩の看板に衝突しタイムロスを招く、また更にハンドルを切った場合車体は極端なオーバーステア状態になりコースのイン側に大きく流れる挙動を示しコーナーのイン側の看板に衝突してしまう、見かけからは推測しにくいが、ラウダ走法・ロイテマン走法などのドリフト走行テクニックが使え、ナムコ直営店などで配布されたガイドブック（当時は『豆本』と呼ばれていた）『青春を語る8章』でも解説されていた。ちなみにこの冊子は希少性が高く、今でもマニアの間で珍重されている。
『II』では、一定時間エンジンの回転数を落とさずに走行し続けると、通常よりも最高速度の上がる「ターボ」というフィーチャーが実装されていた（ゲーム機のインストラクションカードには明記されていなかったが、後日エヌジーなどで公開されている）。決勝を「ターボ」の状態でゴールすると、コース脇でチェッカーを振っている女の子（エミちゃん）のパンチラが見え、自車はゴールラインで停まらずにコースのかなたに消えて大爆発を起こす。

## 移植作品
Atari 2600版
『ポールポジション』を移植、1983年発売。キラータイトルとして発売され、「ポールポジションが出来るのはAtariだけ」というキャッチコピーで、実際にレーシングカー（当時の1980年代マクラーレンF1マシン）を使用したテレビCMも流された。後にAtari 2800用として日本でも発売された。
Atari 5200版
『ポールポジションII』を移植、1983年発売。Atari 2600版よりゲーム機本体の性能がいい分、高品質の仕上がりになっている。
スーパーカセットビジョン
『ポールポジションII』を移植、1987年発売。スーパーカセットビジョン最末期のゲームとなる。
Windows版
『Microsoft Return of Arcade』に『ポールポジション』を収録。ナムコのアーケードゲーム4作品収録されているが、すべて海外版仕様。そのためスタート時の開始音声は英語。収録メディアはフロッピーディスク。
ナムコミュージアム
PlayStation版『ナムコミュージアム VOL.1』にポールポジションを収録、 『ナムコミュージアム VOL.3』に『ポールポジションII』を収録。
ゲームボーイアドバンス版『ナムコミュージアム』に『ポールポジション』を収録。
PlayStation 2版『ナムコミュージアム アーケードHITS!』に『ポールポジション』、『ポールポジションII』を収録。
Xbox 360版『ナムコミュージアム バーチャルアーケード』に『ポールポジション』、『ポールポジションII』を収録。
iPod版
アレンジ版の『Pole Position: Remix』。自分のiPod内の曲をBGMにプレイすることが出来る。iPodのクリックホイールがハンドル兼アクセル（指を放すと減速）という特種な操作になっている。2008年。
アーケードアーカイブス（PlayStation 4 / Nintendo Switch）
対応タイトルとして『ポールポジション』を2023年7月6日に配信。「ゲーム設定」でラップ数や難易度などの変更が可能なほか、「こだわり設定」では起動画面の表示、ゲームスピードの調整、ギアの表示、グランプリでのアシストの有無の設定が可能。「ボタン設定」では操作タイプをゲームパッド向けとハンドル操作向けとに切り替える事ができる。また、同年12月7日に続編の『ポールポジションII』も配信、「ゲーム設定」、「こだわり設定」、「ボタン設定」で『I』と同様の設定が可能なほか、キャラバンモードでは「TEST」と「SUZUKA」の2つのコースを選べる。
版権の問題で、ナムコミュージアム版、iPod版ではFUJIがNAMCOに、SUZUKAがWONDERに変更されている。また、コースの看板が差し替えられている。アーケード版の発売当時はゲーム中に登場する企業広告に関しての取り決めが存在しておらず、実在する企業の看板になっている。
また、ナムコミュージアム館内に資料として展示されているパンフレットの表紙や、筐体に貼られているポスターにも、元々赤いマールボロカラーだったマクラーレン・M23をモデルにしたと思しきマシンが、青く塗られていた。
なお、iPod版では看板部分にナムコの広告のほかに自分がiPodにセットしてあるアルバムアートワークがランダムで表示されるようになっている。

## 裏ワザ
通常、予選落ちした場合はコースを2周できないが、『ポールポジションII』で店舗側設定で予選の持ち時間を120秒（標準設定は90秒）にし、テストコースをわざと予選落ちするタイムで1周したとき、2周目を持ち時間ギリギリで完走できる。この場合、予選タイムは2周目のものが採用され、2周分走行した分通常よりも多いスコアでグランプリ（本選）を走ることができる。

## コースコンストラクション
ごく一部のナムコ直営の店舗にて、備え付けのデジタイザを使用して自由にコースを設定し、そのコースを走れるというコースコンストラクション機能を持った筐体が稼動していたことがある。

## アクションシート
『ポールポジション』のシートをハンドルの回転方向に応じて左右にスライドさせる改造キットが一部のナムコ直営店に出回った。『ポールポジション』の筐体は前と後ろで分割できるため、筐体の後ろ部分をそっくりそのまま交換できるよう、改造キットは筐体の後ろ半分まるごとというかなりサイズの大きいものだった。なお、この改造キットはシートの可動メカを収めるために、本来の筐体より幅が少し大きくなっており、塗装も一切されていなかったため、後ろから見ると偽物の筐体に見えるくらい素っ気無いデザインだった。ちなみに、このアクションシートはハンドルを右に切るとシートは右に動き、ハンドルを左に切るとシートは左に動くという、自動車の挙動とは正反対の動きをしていた。（単純に製作会社が勘違いしたと思われる。このアクションシートはナムコが製作したものではない。）

## エクセルタイプ（アップライト筐体）
狭い店舗にも導入しやすいアップライト筐体もリリースされた。

## テーブル筐体
喫茶店などでプレイできるようにと別のアミューズメント機器メーカーからポールポジション用テーブル筐体もリリースされた。

## デッドコピー
アロー電機による『トップレーサー』をはじめとした幾つかのデッドコピー版が確認されており、背景の看板が国旗に変更されている。『トップライダー』（後年、同名のソフトがファミコン用の体感ゲームとして発売されたが無関係）では、自機がバイクに描き換えられている。

## 筐体を流用した作品
1986年7月には同作の筐体をそのままにハンドル・ギアシフト部を操縦桿に変更した疑似3Dシューティングゲーム『サンダーセプター』、同年12月には液晶シャッター式3Dスコープの追加や各種調整が施されたバージョンアップ版の『3DサンダーセプターII』が稼働している。
また、コナミ工業は1985年に同作筐体向けにバブルシステム基板を採用した『コナミRF2』を開発。同年10月にナムコより発売された。

## アニメ版
ポール・ポジション (アニメ)を参照。